# The Tremors
The Tremors was een Nederlandse popgroep van 1962 tot 1968, voornamelijk in het uitgaansleven van Rotterdam, maar ook daarbuiten werd opgetreden. Van de twee platen die ze uitbrachten hadden ze het meeste succes met een nummer dat met een invaller werd opgenomen, met Amsterdammer en medeoprichter van het weekblad Hitweek Peter J. Muller, getiteld "Beter Langharig dan Kortzichtig". Die uitdrukking heeft school gemaakt en werd vaak in verband gebracht met de Vereniging van Dienstplichtige Militairen.

## Bezetting
- George Meerburg (zang en gitaar)
- John Goudriaan (drums en zang)
- Ben van der Kubbe (gitaar en zang)
- Hans Kuttschreuter (gitaar en zang)
- Karel de Krijger (basgitaar) haakte in 1966 af wegens studie en werd opgevolgd door
- Tom Wigmore

## Biografie

### The Tremors
The Tremors werd in 1962 opgericht door gebroeders George en Peter Meerburg. De band speelde als amateurs in de Tudorbar en maakten daar meteen zo'n groot succes van, dat dat de mensen voor de deur buiten moesten wachten totdat er binnen plaats voor ze werd gemaakt. Wat weinig groepen van hun tijd was gegeven, ze konden zelfs op zondagmiddag matinees spelen. Hun manager Peter Meerburg regelde snel maandcontracten in andere etablissementen, waarmee in korte tijd de amateurstatus achter de rug was.
The Tremors speelden daarna zowel in binnen- als in het buitenland. Enkele memorabele optredens:
- Las Vegas in Amsterdam
- Monroe Bar in Den Haag
- Palma Palace in Heerlen
- Club 55 in Osnabrück
- Uetersen bij Hamburg

en in Rotterdam:
- Extase
- De Wiek
- Club 54
- Togoclub

Peter Muller zorgde voor de nodige publiciteit in het tv-programma van Willem Duys. Hij kondigde The Tremors aan als het eerste barbershopkoortje, overgewaaid uit Amerika.
In 1968 ging de band uit elkaar.
- Hans Kuttschreuter ging naar The Swinging Soul Machine. Hij is in 2006 overleden en op zijn begrafenis werd er nog een lied van die band gespeeld
- Ben van der Kubbe speelde nog in D 21 en Dutch Dimension
- John Goudriaan heeft in Grafenwöhr een muziekcafé. Hij is in 2018 overleden.
- Tom Wigmore is als enige professioneel actief gebleven in de muziek, voornamelijk op contrabas.

## Discografie

### Albums
- 1967, Don’t you Fret
- 1968, Beter Langharig dan Kortzichtig

## Bron
1. ↑  De Oud Rotterdammer p16